# San Ginesio
 (février 2021).
La mise en forme du texte ne suit pas les recommandations de Wikipédia : il faut le « wikifier ».
Les points d'amélioration suivants sont les cas les plus fréquents. Le détail des points à revoir est peut-être précisé sur la page de discussion.
- Les titres sont pré-formatés par le logiciel. Ils ne sont ni en capitales, ni en gras.
- Le texte ne doit pas être écrit en capitales (les noms de famille non plus), ni en gras, ni en italique, ni en « petit »…
- Le gras n'est utilisé que pour surligner le titre de l'article dans l'introduction, une seule fois.
- L'italique est rarement utilisé : mots en langue étrangère, titres d'œuvres, noms de bateaux, etc.
- Les citations ne sont pas en italique mais en corps de texte normal. Elles sont entourées par des guillemets français : « et ».
- Les listes à puces sont à éviter, des paragraphes rédigés étant largement préférés. Les tableaux sont à réserver à la présentation de données structurées (résultats, etc.).
- Les appels de note de bas de page (petits chiffres en exposant, introduits par l'outil «  Source ») sont à placer entre la fin de phrase et le point final[comme ça].
- Les liens internes (vers d'autres articles de Wikipédia) sont à choisir avec parcimonie. Créez des liens vers des articles approfondissant le sujet. Les termes génériques sans rapport avec le sujet sont à éviter, ainsi que les répétitions de liens vers un même terme.
- Les liens externes sont à placer uniquement dans une section « Liens externes », à la fin de l'article. Ces liens sont à choisir avec parcimonie suivant les règles définies. Si un lien sert de source à l'article, son insertion dans le texte est à faire par les notes de bas de page.
- La présentation des références doit suivre les conventions bibliographiques. Il est recommandé d'utiliser les modèles {{Ouvrage}}, {{Chapitre}}, {{Article}}, {{Lien web}} et/ou {{Bibliographie}}. Le mode d'édition visuel peut mettre en forme automatiquement les références.
- Insérer une infobox (cadre d'informations à droite) n'est pas obligatoire pour parachever la mise en page.

Pour une aide détaillée, merci de consulter Aide:Wikification.
Si vous pensez que ces points ont été résolus, vous pouvez retirer ce bandeau et améliorer la mise en forme d'un autre article.
 (octobre 2023).
Si vous disposez d'ouvrages ou d'articles de référence ou si vous connaissez des sites web de qualité traitant du thème abordé ici, merci de compléter l'article en donnant les références utiles à sa vérifiabilité et en les liant à la section « Notes et références ».
San Ginesio est une commune italienne d'environ 3 200 habitants, située dans la province de Macerata, dans la région Marches, en Italie centrale. 

## Géographie
San Ginesio se trouve à 696 mètres d’altitude, sur la SS 78 qui est une voie de communication importante reliant Macerata à Ascoli Piceno et les Monts Sibyllins. De sa position élevée, San Ginesio offre un merveilleux panorama sur le Conero, les collines Maceratese et les Apennins. Cette situation lui donne le surnom de Balcon sur les Sibillinis.
San Ginesio se trouve dans le Parc national des Monts Sibyllins. Le territoire domine le torrent Fiastrella.
La ville porte le nom de San Ginesio, martyr protecteur des artistes et des auteurs et patron du diocèse de San Miniato. Le corps du martyr repose à l’intérieur de la collégiale, un des monuments les plus intéressants de tout le territoire maceratese. La cité est divisée en quatre quartiers appelés Rioni (Porta Ascarana, Porta Offuna, Porta Picena, Porta Alvenato) Ces 4 quartiers s’affrontent chaque année au mois d’août lors du palio de San Ginesio.

## Histoire
Ancienne colonie de l'époque romaine détruite par les Goths et les Lombards. Entouré par d'impressionnants murs du château qui sont encore visibles avec toutes les structures défensives de l'époque, de la promenade, avec des fentes pour les archers et les tours. 
Commune libre en lutte avec les châteaux voisins, dont Fermo, a perdu son autonomie et a été soumise par les ducs Da Varano di Camerino jusqu'en 1434. En 1450, il y a eu une tentative de restaurer l'autonomie perdue, mais le complot fut découvert, et 300 habitants ont été exilés.
Le Ritorno degli Esuli a lieu à San Ginesio tous les trois ans.
La reconstitution historique des trois cents Sanginesini qui entre les années 1450 et 1460, furent exilés sur base d’accusations de sédition pour la restauration de la monarchie et trouvèrent refuge à Sienne. Là, inscrits à la garde civile, ils étaient réputés pour leur diligence et leur loyauté au point qu'ils ont été envoyés à San Ginesio en tant qu’ambassadeurs siennois pour plaider leur cause. Les trois cents retournèrent chez eux accompagnés par des notables de Sienne qui ont fait don à la ville d’un crucifix, encore vénéré dans la collégiale, comme preuve de la paix et les lois en vigueur à Sienne.
Chaque année, au mois d'août est célébrée la reconstitution de la bataille de la Fornarina en souvenir de l'attaque et de la trahison des Fermani le 30 novembre 1377 alors déjouées grâce à l'alarme donné par une Fornarina.
Cet événement est le début de la semaine médiévale qui se déroule à la mi-août durant laquelle le village revit son passé et vit dans l’atmosphère médiévale avec des tenues vestimentaires riches, des tavernes, des conversations et tous les soirs, une manche du palio de San Ginesio disputée entre les quatre Rione (quatre quartiers délimités chacun par une porte d’accès à San Ginesio). Les athlètes (tous Ginesini) sont en compétition dans diverses épreuves médiévales : Tiro con la Balestra (tir à l'arbalète), Tiro con l'Arco (tir à l'arc), la Corsa e la Spada (course relais), la Giostra dell'Anellola et Il Palio della Paca (joutes équestres).

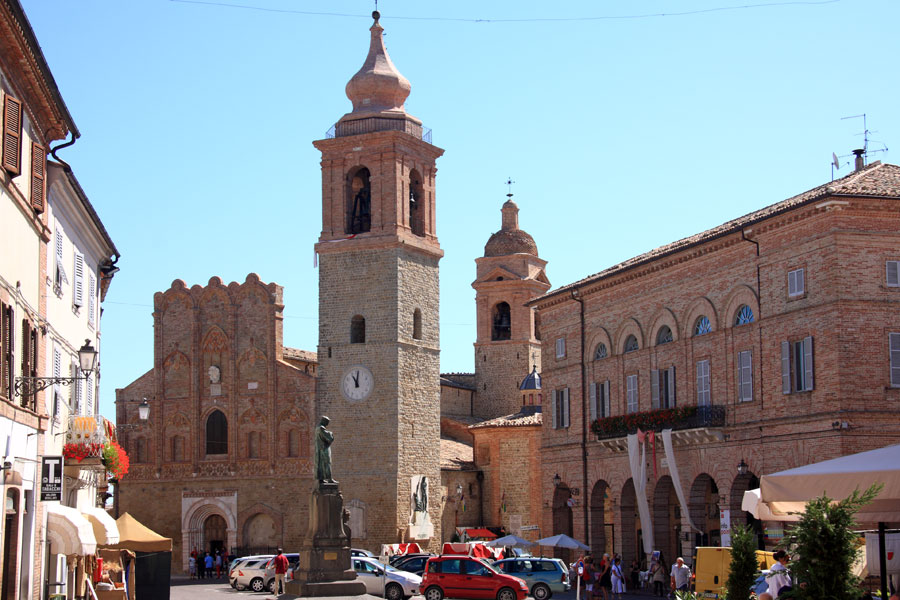
Vue du centre de San Ginesio.

## Culture
- Teatro Giacomo Leopdardi [3].

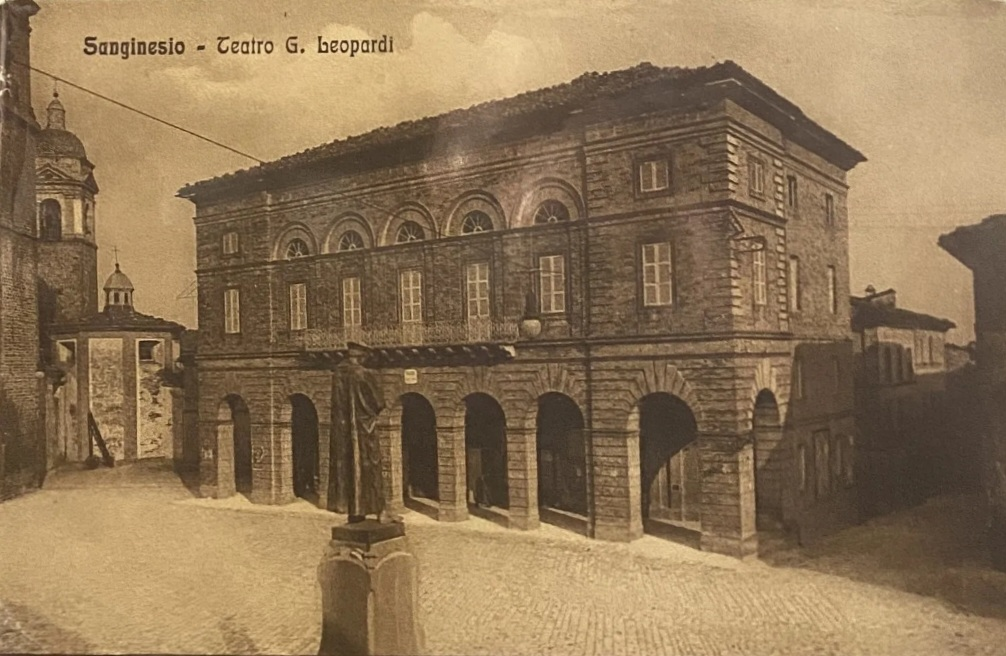

- En 1981 à San Ginesio, a été créé en 1981 le Centre International d’Études Gentiliani[4]. Cénacle important de la culture juridique et humaniste, qui célèbre la mémoire du juriste Alberico Gentili, dont la statue est placée dans le centre de la place principale de la ville.
- Chaque été se déroule le Festival International de Folklore[5] ainsi que le Festival del Mimo e del Teatro Gestuale[6].

## Monuments et patrimoine
San Ginesio fait partie des plus beaux villages d'Italie. Elle est aussi une des 184 communes qui possède le label touristique Bandiera arancione. Elle obtient en 2021 le label Meilleurs villages touristiques de l'Organisation mondiale du tourisme.
Une caractéristique commune aux bâtiments de la ville tient en la présence singulière d'éléments typiques d'Europe du Nord, sans doute en raison de la présence au Moyen Âge de travailleurs en provenance d'Allemagne et des Pays-Bas. 
Les murs de la XIVe siècle entourent presque complètement la ville et sont équipés de tours et tourelles.
- L’Hôpital Pellegrini construction du XIIIe siècle avec un porche à basses colonnes et loggia.
- Château de Roccacolonnalta, château médiéval ayant appartenu dans le passé à la famille noble Brunforte, est une ruine située dans le hameau de Rocca. Dans le passé, le château contenait une église dédiée à Saint Michel. Quand les habitants furent chassés par les princes féodaux Brunforte, ils reconstruisirent d’autres églises dédiées à San Michele en l’honneur de celle qui fut détruite.

### Architectures religieuses
- Collégiale de Santa Maria Assunta (ou collégiale Pieve) située sur la place Alberico Gentili, elle a une décoration en terre cuite attribuée à Enrico Alemanno, de 1421. C’est la seule œuvre des Marches en style gothique fleuri. À l’intérieur se trouve la chapelle des morts de la Première Guerre mondiale, décorée par Adolfo de Carolis.
- L’église de Santa Maria in Vepretis est une église catholique romaine de style baroque, construite en briques simples et décorée à l’intérieur.
- L’Abbaye de Santa Maria delle Macchie, située dans le hameau de Macchie, est un ancien monastère, des frères bénédictins.
- Ermitage de San Liberato
- Le sanctuaire de San Liberato, construit sur l’ermitage.
- Parmi les autres édifices religieux de grand intérêt, il y a l'église de San Francesco, qui remonte au XIe siècle, l'église de San Gregorio dans le style néo-gothique et l'ancien couvent des Augustins datant du XIIIe siècle.

### Autres
- Au centre de la place est érigée une statue d’Alberico Gentili réalisée par le sculpteur Giuseppe Guastalla en 1905.
- La Pinacothèque Gentili avec des œuvres d’artistes des monts Sibyllins ainsi que le célèbre retable dit de la Bataille de la Fornarina qui célèbre la bataille entre San Ginesio et Fermo en 1377.

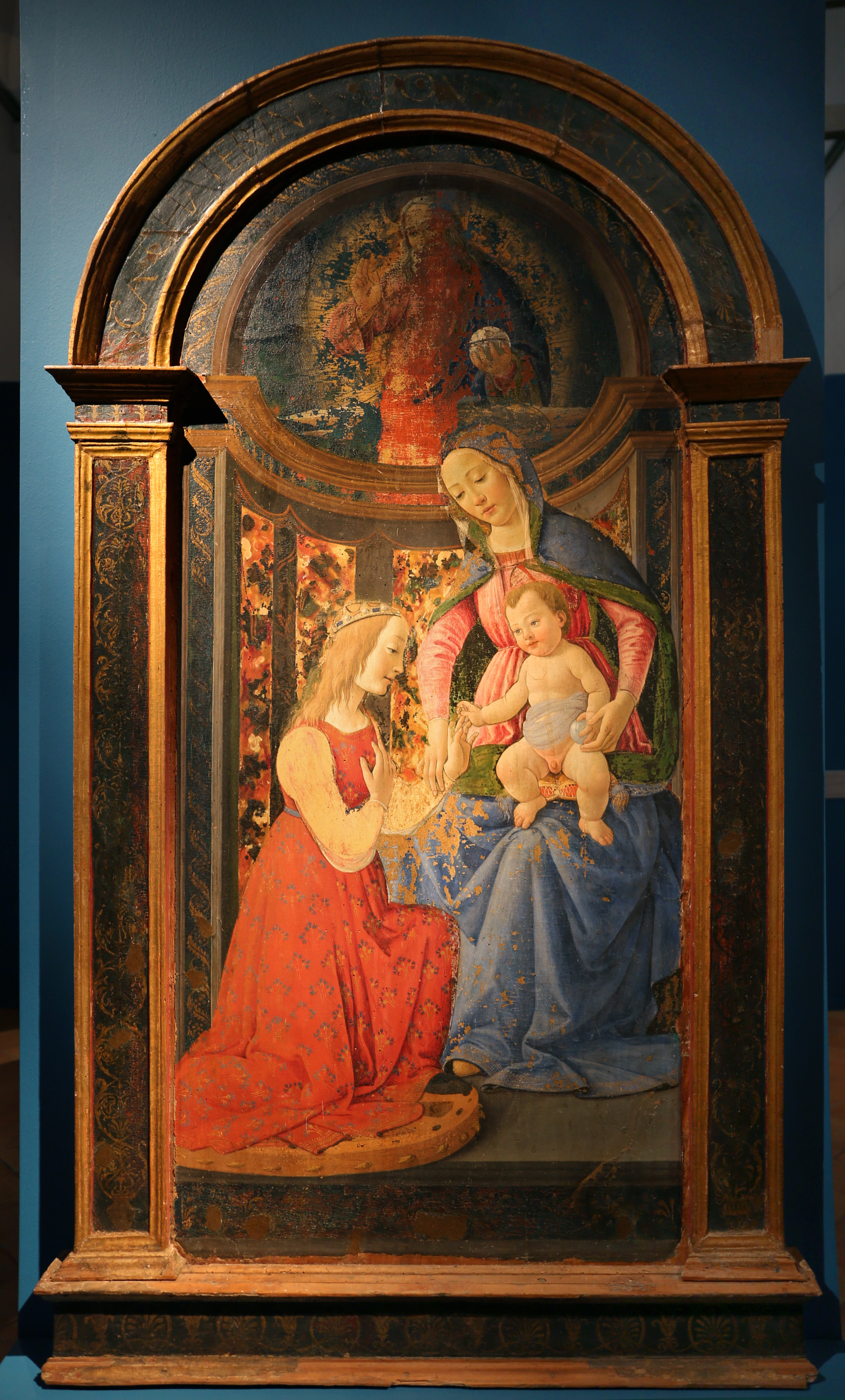
Mariage mystique de sainte Catherine, Bottega du Ghirlandaio, 1480.
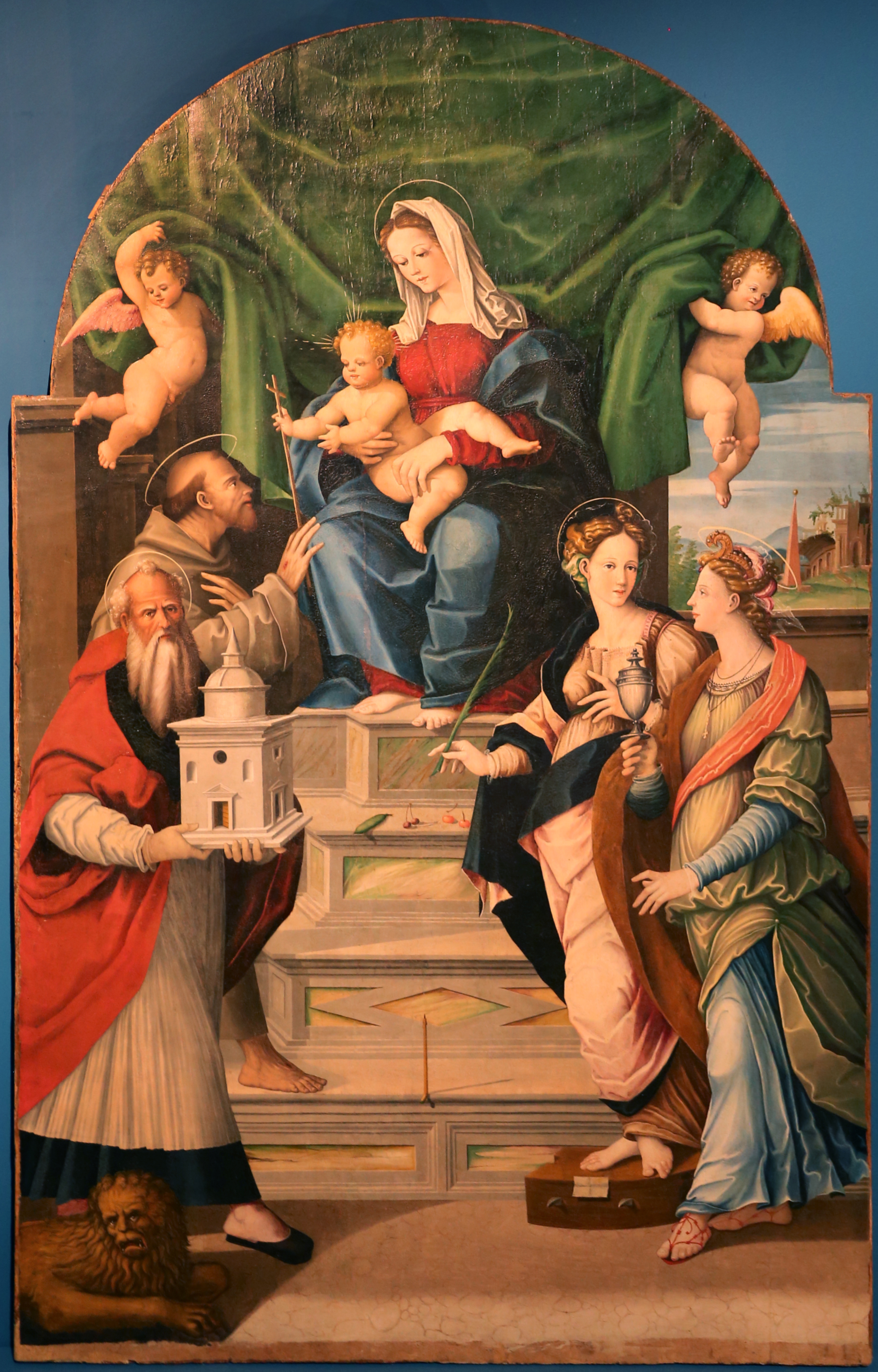
Madone à l’Enfant avec saints, Vincenzo Pagani, 1550.
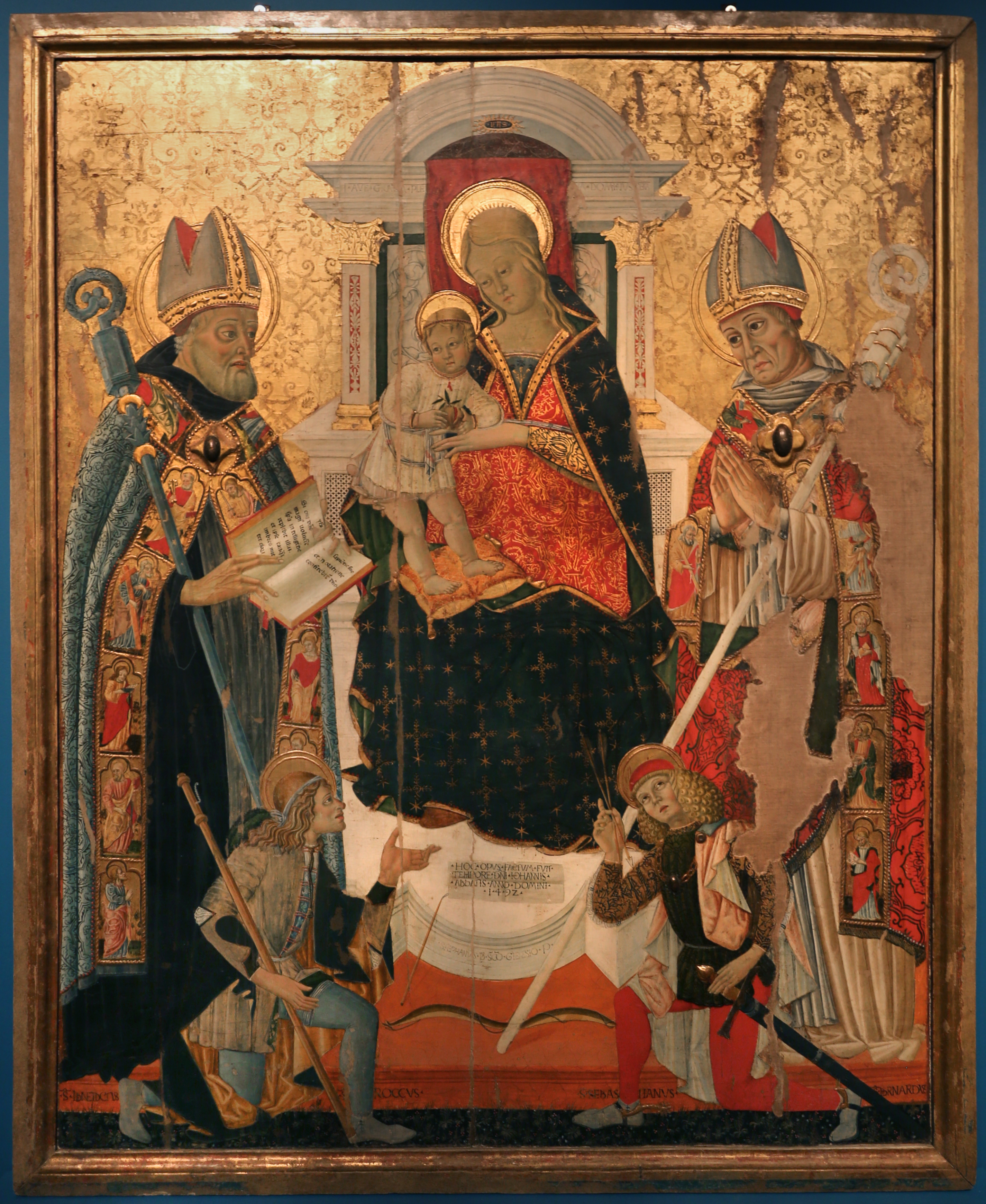
Madone en trône avec saints, Stefano Folchetti, 1492.
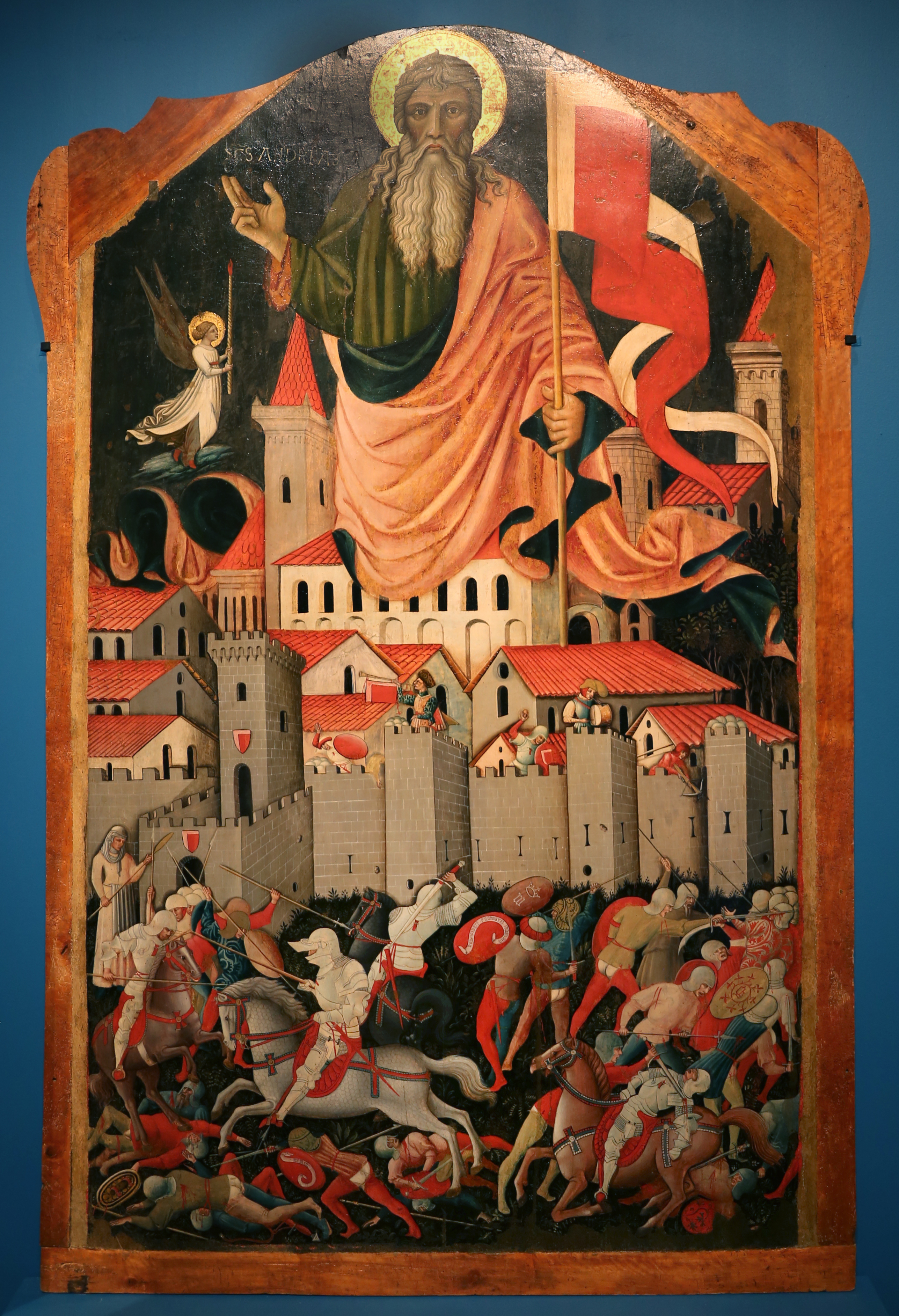
Saint André et la Bataille entre habitants de san Ginesio et habitants de Fermo, Nicola di Ulisse da Siena, 1463.
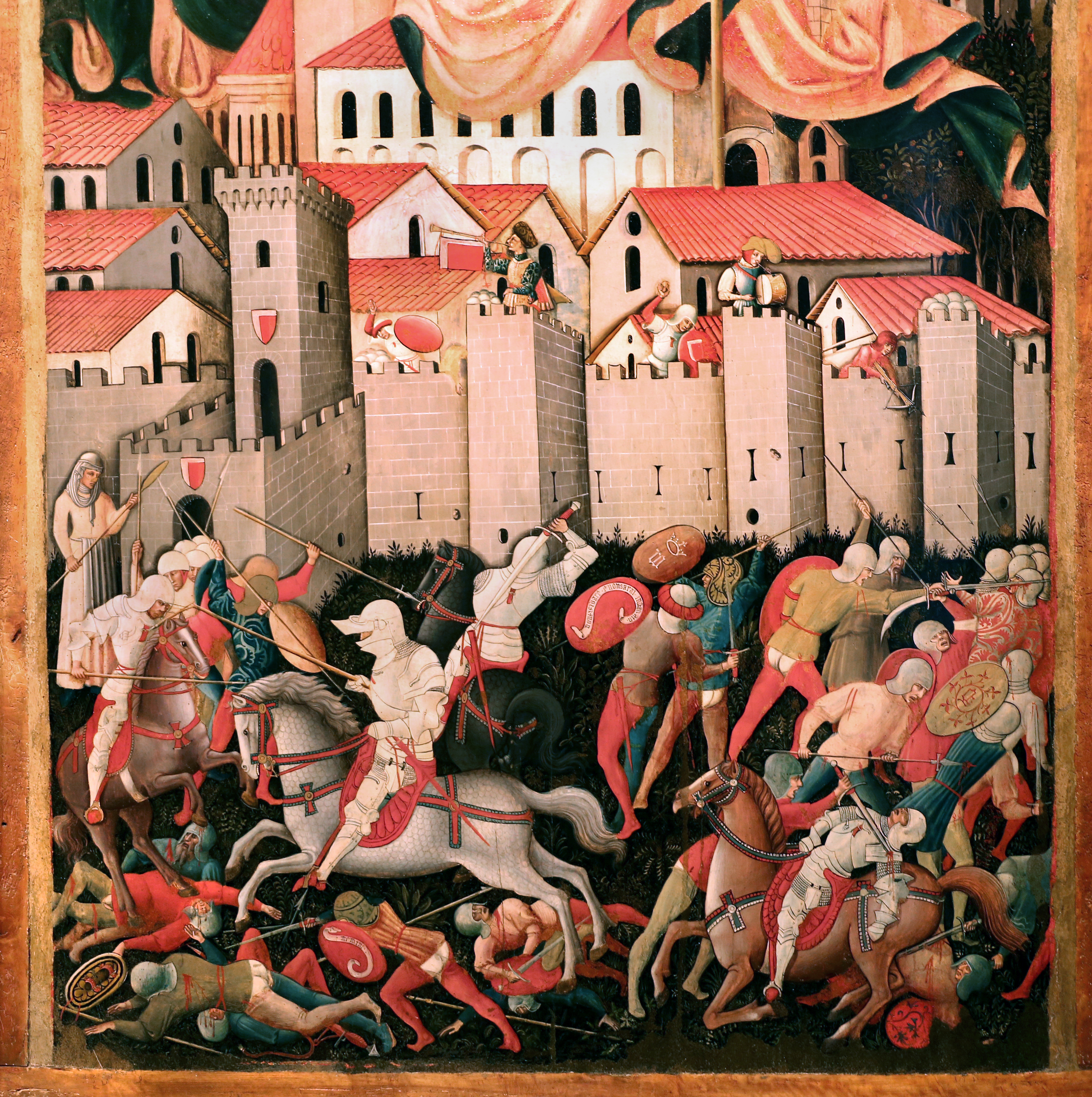
Détail du retable de Nicola di Ulisse da Siena.

## Traditions et Folklore
La fête du Ritorno degli Esuli a lieu à San Ginesio tous les trois ans.
La reconstitution historique raconte les trois cents habitants de san Genesio qui, entre 1450 et 1460, exilés sous l’accusation de sédition pour la restauration de la monarchie, trouvèrent refuge à Sienne. Là, enrôlés dans la garde civique, ils se distinguèrent par leur diligence et leur fidélité à tel point que furent envoyés à San Ginesio des ambassadeurs siennois pour plaider leur cause. Les trois cents retournèrent dans leur patrie accompagnés de notables siennois qui donnèrent au pays des Marches le Crucifix, encore aujourd’hui vénéré dans l’église collégiale, comme témoignage de l’engagement de paix et des Statuts en vigueur à Sienne, afin qu’ils puissent en reconstituer le droit.
Chaque année, au mois d’août, on célèbre la reconstitution historique de la bataille de la Fornarina

## Produits locaux
Le plat typique de San Ginesio est la polentone qui est élaborée avec de la semoule de maïs spécifique de San Ginesio et quasi introuvable ailleurs.
San Ginesio est aussi depuis 2007 une DOC : 
- San Ginesio Rosso est produit avec du Sangiovese, Vernaccia Nera, Cabernet Sauvignon, Merlot et Ciliegiolo.
- San Ginesio Spumante est produit avec du Vernaccia Nera.

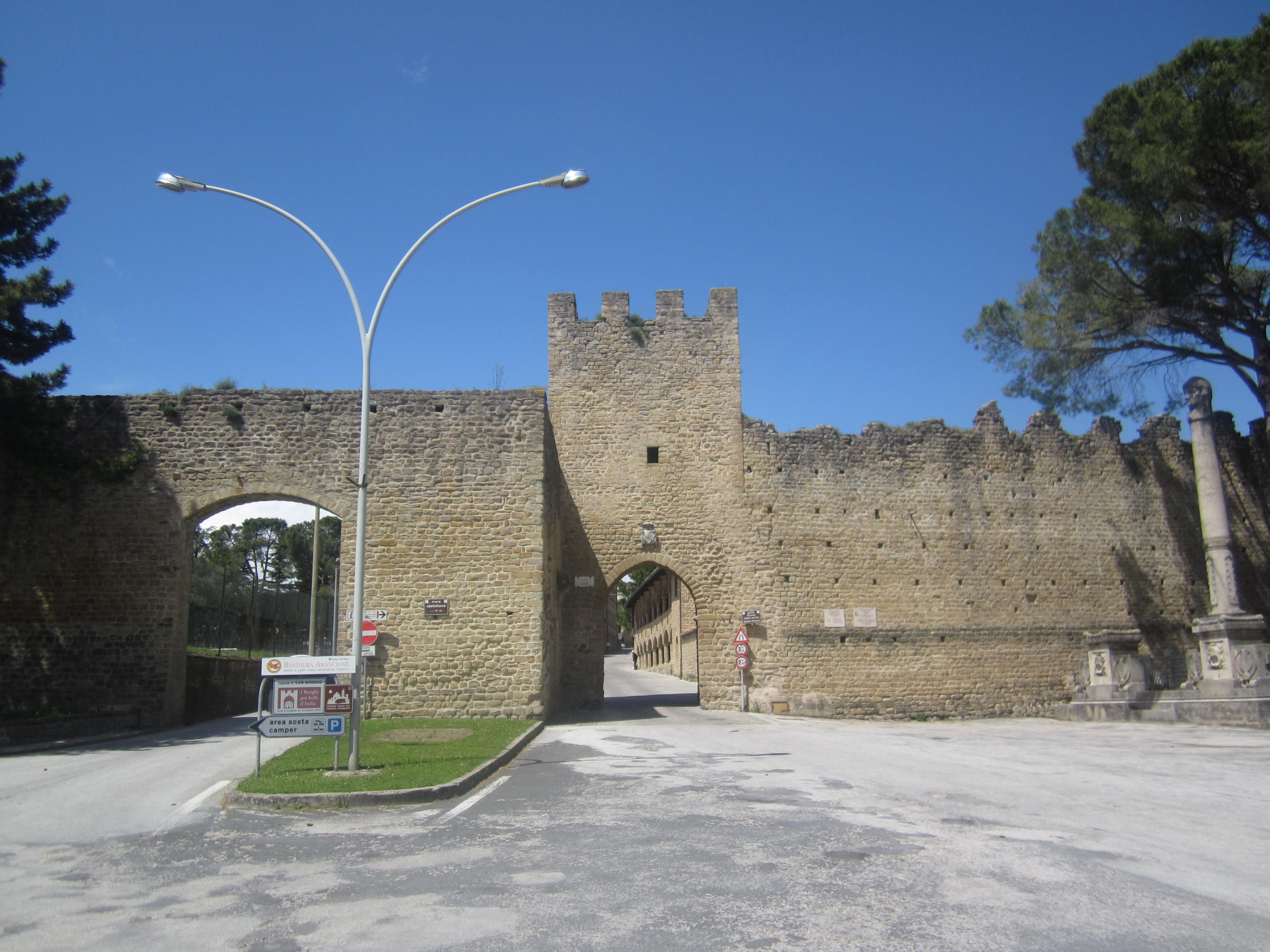
Entrée de la Ville par la Porta Picena

### Communes limitrophes
Acquacanina, Camporotondo di Fiastrone, Cessapalombo, Colmurano, Fiastra, Gualdo, Ripe San Ginesio, Sant'Angelo in Pontano, Sarnano, Tolentino